# Mimacraea dubitata
Mimacraea dubitata är en fjärilsart som beskrevs av Druce. Mimacraea dubitata ingår i släktet Mimacraea och familjen juvelvingar. Inga underarter finns listade i Catalogue of Life.